# Hickox (Géorgie)
 (mars 2025).
Pour les articles homonymes, voir Hickox.
Hickox est une census-designated place située dans le comté de Brantley, dans l’État de Géorgie, aux États-Unis. Lors du recensement de 2020, elle comptait 234 habitants.